# Aquädukt von Matanzas

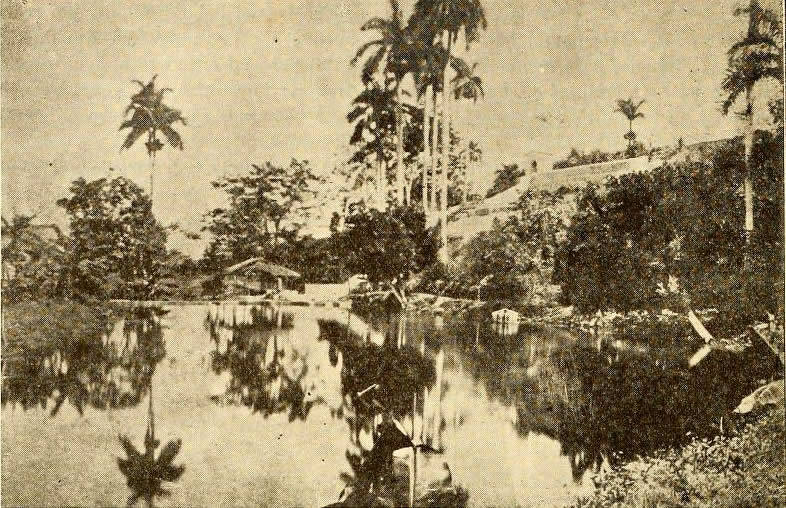
Manantial Bello, 1880, Anfang des Aquädukts von Matanzas

Das Aquädukt von Matanzas (auch Aquädukt von Burriel) ist ein 1872 errichtetes Aquädukt in der Stadt Matanzas, Kuba. Es wurde von dem deutschen Ingenieur Ferdinand Heydrich Klein erbaut und war das erste seiner Art in Matanzas.

## Geschichte
Die erste, jedoch erfolglose Initiative zum Bau eines Aquädukts in Matanzas stammte 1845 von Manuel del Portillo. Der Oberst und Militäringenieur Francis Albear y Lara sowie Juan F. Sánchez und Bárcena versuchten es 1860 erneut, scheiterten jedoch an der Finanzierung.
1871 gelang es dem deutschen Ingenieur Fernando Heydrich Klein, von der spanischen Königin Isabella II. und von General Arsenio Martínez-Campos die Erlaubnis zum Bau und dessen Nutzung durch seine Firma „Heydrich & Cía“ zu erhalten. Geplant wurde, fünfzig Liter Wasser pro Sekunde aus den Quellen von Bello und Benavides für die Wasserversorgung von Matanzas zu nutzen.
Das am 2. Juni 1872 fertiggestellte Aquädukt erwies sich als ein bedeutendes Bauwerk zur Trinkwasserversorgung für die Region. Es wurde zum nationalen Denkmal erklärt und ist bis heute in Betrieb.